# Henrik Carloff
Henrik Carloff (även Heinrich Karloff) var åren 1640–1643 den förste guvernören över den svenska handelskolonin Svenska Guldkusten.

## Tidiga liv
Endast lite är känt om Henrik Carloffs liv. Han var av tyskt ursprung och född i Rostock. Senare började han arbeta för Nederländerna i Västindien för det Holländska Västindiska Kompaniet. Därefter började Carloff arbeta för det Svenska Afrikanska Kompaniet.

## Förvaltare över Cabo Corso

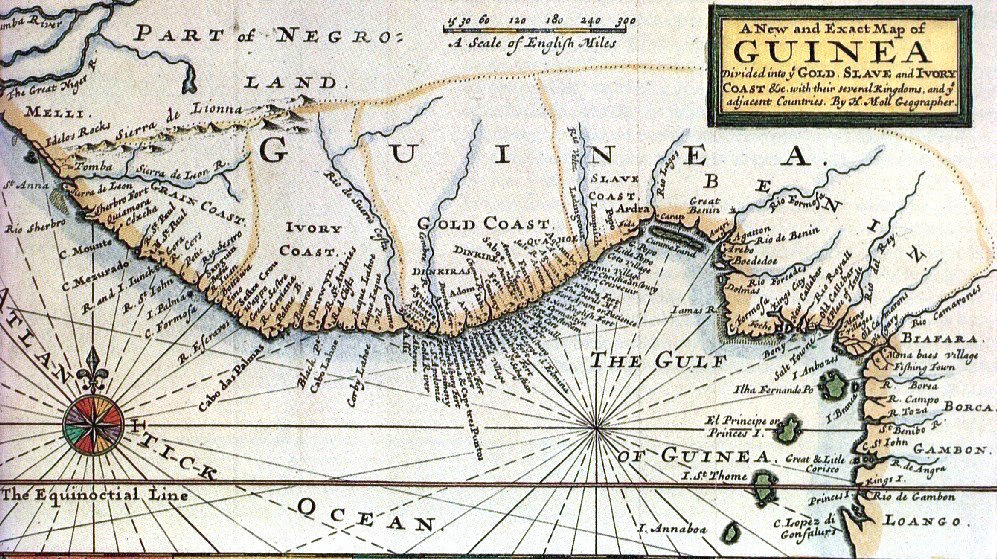
Kolonin Cabo Corso 1650-1663 vid Guldkusten.

1650 avgår kompaniets första expedition till området under ledning av Carloff. Den 22 april slutade han ett avtal om markköp med kungen av Efutu (Fetu). Därefter startar uppförandet av Fort Carolusborg och Carloff blir kolonins förste guvernör med titeln direktör. 1652 började sedan byggandet av Fort Christiansborg (i dagens Accra) efter att Carloff slutit avtal med av kungen av Accra.
Under denna period befordrades Carloff till general och adlades den 3 maj 1654 under namnet Carloffer.
1656 anlände Johan Filip von Krusenstierna och övertog posten som nye guvernör.

## Senare liv
Carloff lämnade förargad kolonin och reste till Danmark. Han fick hjälp av Fredrik III av Danmark och i december 1657 lämnade han hamnen i Emden på fartyget "Glückstadt". Fartyget, som förfogade över 18 kanoner och 48 mans besättning, anlände den 25 januari först till Gemoree faktori öster om Fort Carolusborg och den 27 januari 1658 erövrades Fort Carolusborg med hjälp av cirka 2 000 lokala fetukrigare. Krusenstierna arresterades, kompaniets tillgångar (däribland cirka 185 kg guld och flera ton elfenben) samt fartyget "Stockholms slott" beslagtogs och området gjordes till en del av den Danska guldkusten. Senare erövrades även flera svenska besittningar. Carloff utsåg sin medarbetare Schmidt till att förvalta kolonin och lämnade området med båda fartygen. Han anlände till Danmark i juni 1658.
När den svenska regeringen under kung Karl X Gustav gjorde anspråk på kompaniets fartyg och last hos den danska regeringen försvann Carloff med skatten. Därefter finns ingen dokumentation om Carloff.
Efter Freden i Köpenhamn 1660 efter det andra danska kriget skulle kolonin till slut återlämnas. Det visade sig dock då att Schmidt redan i mars 1659 i sin tur hade sålt kolonin till Nederländerna och försvunnit med pengarna.